# Seznam slovenských hráčů v NHL v sezóně 2011/2012
Seznam slovenských hráčů v NHL v sezóně 2011/2012 uvádí slovenské hokejisty, kteří v této sezóně hráli za některý tým v kanadsko-americké NHL.

| Tým                 | Věk | Hráč              | Post | Počet zápasů ZČ | Branky ZČ | Asistence ZČ | Body ZČ | Počet zápasů v play off | Branky v play off | Asistence v play off | Body v play off |
| ------------------- | --- | ----------------- | ---- | --------------- | --------- | ------------ | ------- | ----------------------- | ----------------- | -------------------- | --------------- |
| Chicago Blackhawks  | 32  | Marián Hossa      | F    | 81              | 29        | 48           | 77      | 3                       | 0                 | 0                    | 0               |
| New York Rangers    | 29  | Marián Gáborík    | F    | 82              | 41        | 35           | 76      | 20                      | 5                 | 6                    | 11              |
| Boston Bruins       | 34  | Zdeno Chára       | D    | 79              | 12        | 40           | 52      | 7                       | 1                 | 2                    | 3               |
| Florida Panthers    | 29  | Tomáš Kopecký     | F    | 80              | 10        | 22           | 32      | 7                       | 1                 | 0                    | 1               |
| Anaheim Ducks       | 35  | Ľubomír Višňovský | D    | 68              | 6         | 21           | 27      | Ne                      |                   |                      |                 |
| Philadelphia Flyers | 26  | Andrej Meszároš   | D    | 62              | 7         | 18           | 25      | 1                       | 0                 | 0                    | 0               |
| San Jose Sharks     | 34  | Michal Handzuš    | F    | 67              | 7         | 17           | 24      | 2                       | 0                 | 0                    | 0               |
| Buffalo Sabres      | 25  | Andrej Sekera     | D    | 69              | 3         | 10           | 13      | Ne                      |                   |                      |                 |
| New York Islanders  | 28  | Milan Jurčina     | D    | 65              | 3         | 8            | 11      | Ne                      |                   |                      |                 |
| Montreal Canadiens  | 29  | Peter Budaj       | G    | 17              | 0         | 3            | 3       | Ne                      |                   |                      |                 |
| St. Louis Blues     | 26  | Jaroslav Halák    | G    | 46              | 0         | 0            | 0       | 2                       | 0                 | 0                    | 0               |
| Edmonton Oilers     | 22  | Milan Kytnar      | F    | 1               | 0         | 0            | 0       | Ne                      |                   |                      |                 |

- F = Útočník
- D = Obránce
- G = Brankář